# 타임 워너 케이블

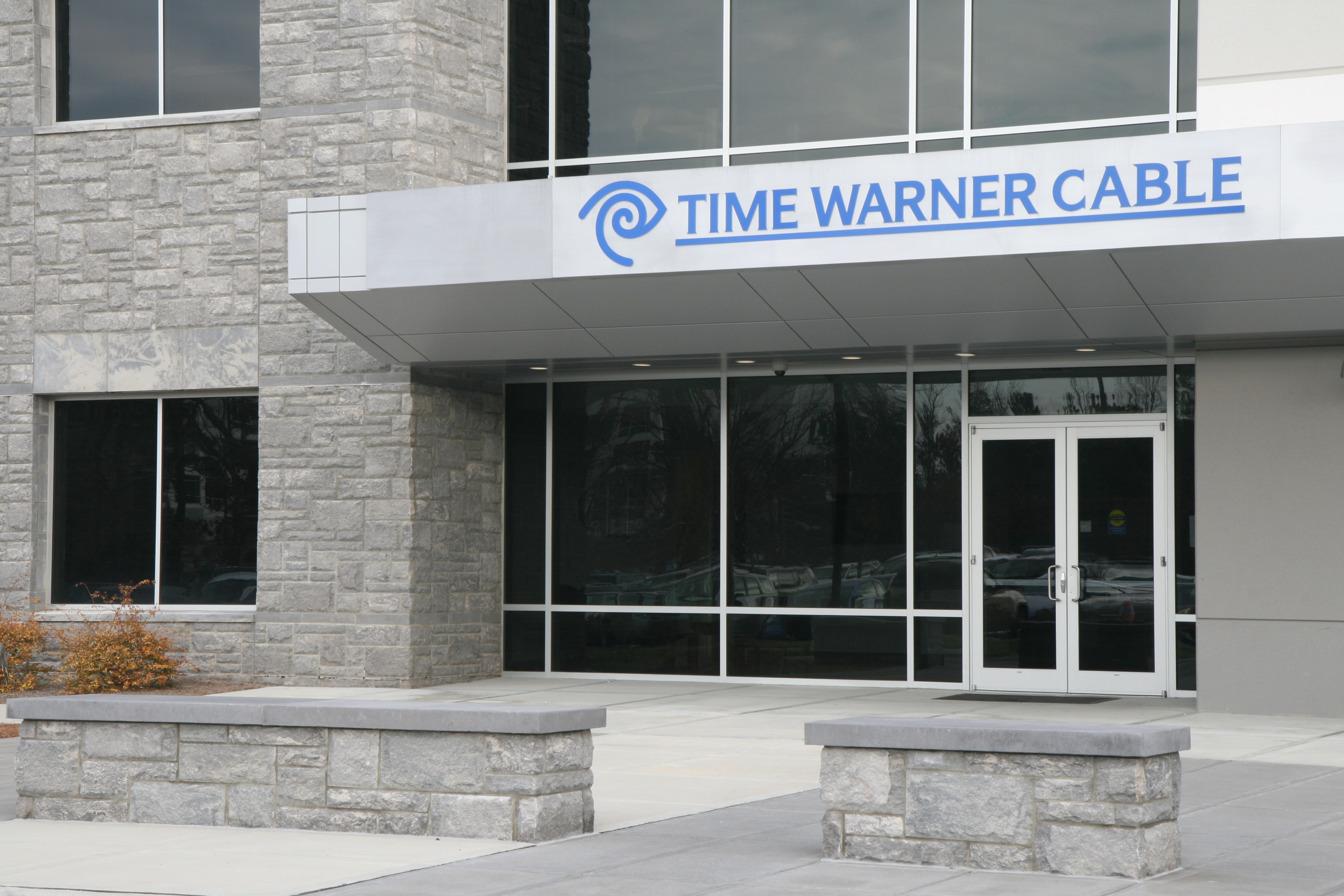
노스캐롤라이나주 모리스빌에 위치한 타임 워너 케이블 건물 입구

타임 워너 케이블 엔터프라이즈 LLC(영어: Time Warner Cable Enterprises LLC)는 미국의 케이블 텔레비전 회사였다. 2016년 5월 18일 차터 커뮤니케이션스에 인수되기 전까지, 이 회사는 미국에서 컴캐스트 다음으로 매출 기준 두 번째로 큰 케이블 회사였으며, 29개 주에서 운영되었다. 본사는 뉴욕 시 미드타운맨해튼의 타임 워너 센터에 있었으며, 다른 사무실은 스탬퍼드, 샬럿, 헌든에 있었다.
이 회사는 워너 커뮤니케이션스에 의해, 그 다음에는 타임 워너 (나중에 워너미디어로 알려졌고 현재는 워너 브라더스 디스커버리로 알려짐)에 의해 통제되었다. 이 회사는 2009년 3월 대규모 구조 조정의 일환으로 케이블 사업을 분사했다. 2009년부터 2016년까지 타임 워너 케이블은 완전히 독립적인 회사였으며, 이전 모회사로부터 라이선스를 받아 타임 워너 이름을 계속 사용했다 (인터넷 서비스의 "로드 러너" 이름 포함, 현재의 스펙트럼 인터넷에 합병됨).
2014년, 이 회사는 452억 달러 규모의 컴캐스트의 제안된 인수 대상이 되었다. 그러나 다양한 그룹의 반대와 미국 정부가 합병을 저지하려는 계획에 따라 컴캐스트는 2015년 4월에 거래를 취소했다. 2015년 5월 26일, 차터 커뮤니케이션스는 규제 승인을 조건으로 타임 워너 케이블을 787억 달러에 인수하고, 별도의 101억 달러 규모로 브라이트 하우스 네트워크스도 인수할 것이라고 발표했다.
인수는 2016년 5월 18일에 완료되었다. 차터는 이전 시장에서 타임 워너 케이블이라는 이름으로 사업을 계속했지만, 현재는 대부분의 시장에서 이러한 사업을 스펙트럼 브랜드 (차터가 2014년에 출시한 브랜드)로 재브랜딩했다. 그러나 신규 고객에게는 roadrunner.com 이메일 주소와 adelphia.net 이메일 주소를 계속 사용할 것이다.

## 역사

### 배경
타임 워너 케이블은 1970년대에 각각 타임과 워너 커뮤니케이션스가 소유했던 두 케이블 사업체에서 시작되었다. 1962년에 설립되어 1977년에 타임에 인수된 아메리칸 텔레비전 앤 커뮤니케이션스, 그리고 1973년에 설립된 워너 케이블이다.
워너 케이블은 1977년에 워너 케이블 커뮤니케이션스를 설립하면서 채널 사업으로 다각화하여, Pinwheel, Star Channel, 심지어 Sight on Sound와 같은 시험 채널을 만들었다. 이들은 결국 1979년에 니켈로디언과 더 무비 채널로, 1981년에 MTV로 공식 출시되었다. 1979년, 아메리칸 익스프레스가 합작 투자인 케이블 네트워크 및 케이블 텔레비전 회사인 워너-아멕스 새틀라이트 엔터테인먼트를 설립하기 위해 참여했으며, 결국 워너 케이블은 워너-아멕스 케이블로 이름이 변경되었다. WAC는 결국 1984년에 폐쇄될 때까지 QUBE 인터랙티브 서비스를 만들었다.
1984년 6월 25일, 이 채널들은 MTV 네트워크스라는 상장 회사로 분사될 것이라고 발표되었다. 이는 1년 후 바이어컴 인터내셔널에 인수되었다.
1986년 12월, 아메리칸 익스프레스는 워너-아멕스 케이블의 절반 지분을 워너 커뮤니케이션스에 다시 팔았고, 이름은 워너 케이블로 돌아갔다.
1980년대 후반, 당시 재정난에 처해 있던 워너 커뮤니케이션스는 타임과 합병할 계획을 세웠고, 이는 ATC가 워너 케이블의 자매 회사가 되도록 이끌었다. 거래 지연 후, 워너 커뮤니케이션스는 1990년에 타임과 공식적으로 합병하여 타임 워너를 설립했다. ATC와 워너 케이블은 결국 타임 워너 케이블 그룹이라는 새로운 사업부의 일부가 되었다. 이는 ATC의 18%가 여전히 외부 주주들에게 소유되어 있었기 때문이다. 두 사업부는 타임 워너 엔터테인먼트가 ATC의 나머지 지분을 인수한 후 1992년에 타임 워너 엔터테인먼트의 단일 사업부로 합병되었다. 이는 도시바 및 C. 이토 & 컴퍼니와의 새로운 합자 회사인 타임 워너 엔터테인먼트 컴퍼니 L.P.의 일부로 케이블 시스템을 포함할 수 있도록 하기 위함이었으며, 이 합자 회사에는 TWC, 워너 브라더스, 홈 박스 오피스가 포함되었다.
1993년, 전화 회사인 US 웨스트는 TWEC L.P.의 25% 지분을 인수했는데, 여기에는 타임 워너 케이블도 포함되었다. 이는 TW 텔레콤이라는 합작 투자를 위한 자금 조달의 일환으로, 광섬유 통신 인프라를 구축하고 타임 워너가 케이블 시스템을 업그레이드하는 데 필요한 추가 현금을 제공하기 위함이었다. 또 다른 언급된 이점은 TWC가 케이블 텔레비전 서비스와 함께 US 웨스트가 제공하는 전화 서비스를 판매할 수 있다는 점이었다.
1995년, 이 회사는 뉴욕주 엘마이라에 Southern Tier On-Line Community를 시작했는데, 이는 나중에 Road Runner High Speed Online으로 알려진 케이블 모뎀 서비스였다. 같은 해, 워너의 파라곤 케이블 인수 결과로 이어질 논의가 시작되었다. 글렌 브릿 (1949–2014)은 2001년부터 2013년 12월까지 CEO였다.
타임 워너는 2010년 5월 26일까지 타임 워너 케이블을 자회사로 유지했으며, 그 후 독립 회사로 분사했다. 분사 전에는 타임 워너가 타임 워너 케이블의 84% 지분을 소유하고 있었다. 비-TWC 주주는 소유 주식 1주당 0.083670주를 받았다. 이 조치로 타임 워너 케이블은 단일 종류의 주주 (초의결권 주식 없음)가 전적으로 소유한 미국 최대의 케이블 사업자가 되었다.
타임 워너 케이블은 2004년에 휴스턴 지역에 DVR 서비스를 출시했다. (TWC의 휴스턴 지역 케이블 시스템은 현재 NBC유니버설의 모회사인 컴캐스트가 소유하고 있다.) 처음 출시되었을 때, 사이언티픽 애틀랜타 셋톱 박스와 DVR을 사용했다.
2009년 6월, 타임 워너 케이블은 "TV 에브리웨어"라는 개념을 공개했는데, 이는 사용자의 텔레비전 구독에 연결된 텔레비전 채널의 라이브 및 주문형 콘텐츠에 다중 플랫폼으로 액세스할 수 있는 수단이다.

### 차터 커뮤니케이션스 매각 및 회사 폐쇄

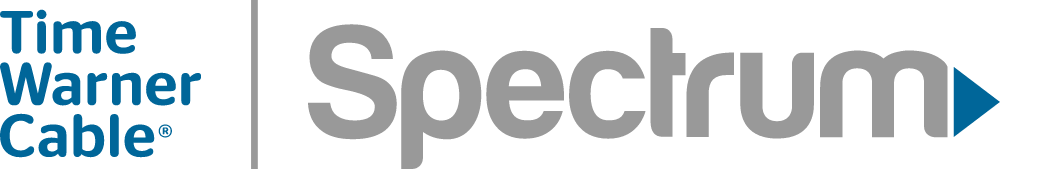
2016년부터 2017년까지 전환 기간에 사용된 타임 워너 케이블 스펙트럼 로고

2013년 10월, 타임 워너 케이블이 회사를 매각할 가능성을 모색하고 있으며, 이는 차터 커뮤니케이션스에 매각될 가능성이 있다는 보도가 처음 나왔다. 그러나 2013년 11월 22일, 컴캐스트가 타임 워너 케이블 인수에 관심을 표명했다는 보도가 나왔다. 양사는 이 회사에 대한 입찰을 진행 중이라고 알려졌다. 차터는 타임 워너 케이블 인수에 대한 관심을 재확인하고 2014년 1월 14일에 입찰가를 올렸다. 2014년 2월 12일, 컴캐스트가 규제 승인을 조건으로 총 452억 달러 규모의 계약으로 TWC를 인수하기로 합의했다는 보도가 나왔다.
제안된 합병은 다양한 단체로부터 강한 반대에 부딪혔다. 합병된 회사의 엄청난 규모가 경쟁을 줄이고 컴캐스트에게 미국 인터넷 및 텔레비전 산업에 대한 전례 없는 수준의 통제권을 부여하며, NBC유니버설 콘텐츠 배포에 대한 영향력을 증가시키고, 오버더톱 서비스를 방해하며, 서비스 가격 상승으로 이어질 수 있다는 우려가 제기되었다. 2015년 4월, 미국 법무부가 합병을 저지하기 위해 회사에 대한 독점 금지 소송을 제기할 준비를 하고 있다고 보도되었다. 이는 주로 합병된 회사가 미국 광대역 용량의 57%를 통제하게 될 것이기 때문이었다. 2015년 4월 24일, 컴캐스트는 합병을 취소했다고 공식 발표했다.
2015년 5월 25일, 블룸버그 뉴스는 차터가 TWC를 주당 195달러에 인수하는 "합의에 근접했다"고 보도했다. 차터는 컴캐스트/TWC 합병에 관여했는데, 회사들은 합병된 회사의 시장 점유율을 허용 가능한 수준으로 줄이기 위해 약 400만 명의 가입자를 차터에게 매각할 계획이었다. 다음 날, 차터는 787억 달러 규모의 타임 워너 케이블 인수 의사를 공식 발표했으며, 제안된 101억 달러 규모의 브라이트 하우스 네트워크스 인수도 계속 진행할 것임을 확인했다. 이 거래는 규제 승인을 받아야 했지만, 회사와 미디어 지분의 상대적으로 작은 규모 때문에 컴캐스트/TWC 합병보다 저항이 적을 것으로 예상되었다.
인수는 2016년 5월 18일에 완료되었다. 2017년에 차터는 TWC 및 BHN 브랜딩 사용을 중단하고 두 서비스의 가입자를 2014년에 차터 서비스를 마케팅하기 위해 처음 선보인 스펙트럼 브랜드로 완전히 통합했다.

## 주거 서비스
2009년 2분기 기준, 기본 케이블 가입자 1,460만 명, 디지털 케이블 가입자 880만 명, 로드 러너 주거용 가입자 870만 명, DVR 가입자 250만 명, 디지털 전화 가입자 450만 명을 보유하여 미국에서 다섯 번째로 큰 유선 전화 공급업체였다.

## 비즈니스 서비스
2013년 현재 타임 워너 케이블의 비즈니스 부문은 2013년 3분기 기준 17억 달러의 매출을 기록하며 (비즈니스 서비스를 제공하는 케이블 제공업체 중) 두 번째로 큰 비즈니스 기업이었다. 2012년 총 매출은 19억 달러였다.

## 케이블 인터넷 서비스
타임 워너 케이블이 차터 커뮤니케이션스와 합병하기 전에, 총 5단계의 인터넷 속도를 제공했는데, 다음과 같다.
- ELP (Everyday Low Price, 14.99달러) - 최대 2MB/s (요청해야 이용 가능, 적극적으로 제공/광고되지 않음)
- Standard - 최대 10MB/s
- Turbo - 최대 20MB/s
- Extreme - 최대 30MB/s
- Ultra - 최대 50MB/s

이전 타임 워너 케이블 인터넷 요금/수수료:
타임 워너 케이블은 월 10달러의 모뎀 임대료를 부과했으며, 현재 스펙트럼이 모뎀을 무료로 제공하고 WiFi 서비스에 월 5달러를 부과하는 것과 달리 요청 시 무료 WiFi를 제공했다. 타임 워너 케이블의 경우 고객은 자체 모뎀을 구매하여 해당 요금을 경감할 수 있었고, 현재 스펙트럼은 고객이 자체 라우터를 구매하여 WiFi 요금을 경감할 수 있도록 허용한다.

## 명칭 사용권
스펙트럼 센터, 이전 타임 워너 케이블 아레나는 샬럿에 위치한 NBA 샬럿 호니츠의 홈 구장이다. 2008년 4월, 당시 샬럿 밥캐츠는 샬럿 지역의 주요 케이블 텔레비전 제공업체인 타임 워너 케이블과 명칭 사용권 계약을 체결했다. 이 경기장은 케이블 제공업체에 대한 대가로 팀의 텔레비전 권리 해제를 조건으로 케이블 제공업체의 이름을 따서 명명되었다. 밥캐츠의 첫 시즌에는 TWC가 공동 소유한 캐롤라이나 스포츠 엔터테인먼트 텔레비전에서 방영되었는데, 이 채널은 타임 워너 케이블 시스템 외에는 샬럿 시장에서 케이블 범위가 넓지 않아 1년 만에 문을 닫았다. 그 다음에는 뉴스 14 캐롤라이나에서 방영되었는데, 이는 시장의 노스캐롤라이나 지역으로만 제한되었다. 아레나 명칭 사용권 계약이 체결될 때까지 그랬다. 팀은 2008-09 시즌에 새로운 폭스 스포츠 사우스 서브 피드인 폭스 스포츠 캐롤라이나스와 스포츠사우스 (현재 폭스 스포츠 사우스이스트)로 이전하여 캐롤라이나 전역에서 시청할 수 있게 되었다. 차터에 인수된 직후, 경기장은 스펙트럼 센터로 이름이 변경되었다.
2007년 3월 9일, 북동부 위스콘신주 지역에 서비스를 제공했던 타임 워너 케이블은 밀워키 브루어스의 마이너 리그 야구 팀이자 애플턴 (위스콘신주)의 교외 지역인 그랜드 슈트 (위스콘신주)에 본사를 둔 위스콘신 팀버 래틀러스의 홈 구장에 대한 10년 명칭 사용권 계약을 체결했다. 팀과 타임 워너 케이블은 2013 시즌 이후 명칭 사용권 계약을 상호 합의하에 종료했으며, 현재 이 경기장은 지역 신경과 진료소의 이름을 따서 뉴로사이언스 그룹 필드 앳 폭스 시티 스타디움으로 알려져 있다.

## 인수

### 아델피아
2006년 7월 31일, 타임 워너 케이블과 컴캐스트는 아델피아의 거의 모든 자산을 170억 달러에 구매하는 거래를 완료했다. 타임 워너 케이블은 아델피아의 가입자 330만 명을 확보하여 29% 증가했으며, 컴캐스트는 약 170만 명의 가입자를 확보했다. 아델피아 주주들은 타임 워너 케이블의 16%를 받았다. 타임 워너 케이블은 2007년 2월 13일부로 상장되었고, 2007년 3월 1일부터 뉴욕 증권거래소에서 거래되기 시작했다.
아델피아의 서비스 지역이 분할된 것 외에도, 타임 워너 케이블과 컴캐스트는 주요 지역을 통합하기 위해 일부 가입자를 교환하기로 합의했다. 예를 들어, 주로 컴캐스트와 아델피아 (일부 지역은 이미 TWC가 서비스 중)가 담당했던 로스앤젤레스 시장은 현재 타임 워너 케이블이 담당하고 있다. 필라델피아는 타임 워너 케이블과 컴캐스트로 분할되어 있었고, 대부분의 케이블 가입자는 컴캐스트에 속했다. 필라델피아의 타임 워너 케이블 가입자는 2007년 초 컴캐스트와 교환되었다. 마찬가지로, 타임 워너에 속했던 휴스턴 지역은 컴캐스트로 교환되었고, 댈러스는 타임 워너 케이블 (RR)로 변경되었다. 트윈 시티스에서는 미니애폴리스는 타임 워너 케이블이었고 세인트폴 (미네소타주)은 컴캐스트였다. 이제 그 시장 전체는 컴캐스트이다.

### 내비사이트
타임 워너 케이블은 2011년 2월 1일 클라우드 및 호스팅 서비스를 제공하는 회사인 내비사이트 (NAVI)를 2억 3천만 달러, 주당 약 5.50달러에 인수했다.

### 인사이트 커뮤니케이션즈
2011년 8월 13일, 타임 워너 케이블은 인사이트 커뮤니케이션즈를 30억 달러에 인수하여 전국적으로 인사이트의 760,000명의 가입자를 확보했다고 발표했다. 합병은 2012년 2월 29일에 완료되었으며, 2013년 6월 현재 인사이트 커뮤니케이션즈의 모든 사업은 타임 워너 케이블에 흡수되었다.

### 듀크넷 커뮤니케이션즈
2013년 10월 7일, 타임 워너 케이블은 듀크넷 커뮤니케이션즈 LLC를 6억 달러에 인수하기로 합의했다고 발표했다. 듀크넷은 남동부 지역의 무선 통신사, 데이터 센터, 정부 및 기업 고객에게 데이터 및 고용량 대역폭 서비스를 제공한다.

## 어드밴스/뉴하우스와 타임 워너 엔터테인먼트 (브라이트 하우스 네트워크스 분사)
타임 워너 케이블이 운영하는 일부 지역 케이블 시스템 클러스터는 타임 워너 엔터테인먼트 – 어드밴스/뉴하우스 파트너십 (TWEAN)이 소유했다. 2002년, 어드밴스/뉴하우스 커뮤니케이션스는 AOL 타임 워너 시대의 타임 워너 케이블 운영 정책에 불만을 품고 TWEAN 파트너십의 재구조화를 강제하여 어드밴스/뉴하우스가 공동 소유 케이블 시스템의 일부를 지분 비율에 따라 적극적으로 관리하고 운영하도록 했다. 이러한 합의에 따라 어드밴스/뉴하우스는 단순히 파트너십의 총 수익의 일부를 받는 것이 아니라 적극적으로 관리하는 시스템의 수익을 누렸다. 영향을 받은 시스템의 대부분은 인디애나폴리스, 탬파, 올랜도 시장에서 브라이트 하우스 네트워크스 브랜드로 운영되었다.
차터가 제안한 거래는 승인되었고, TWC와 브라이트 하우스 네트워크스는 차터에 흡수되었다.

## 논란

### 대역폭 측정
2008년 보몬트 (텍사스주)에서 타임 워너 케이블은 고객을 사용하는 데이터 양에 따라 가격 계층으로 분류하는 계층 기반 측정 데이터 요금제를 시험하기 시작했다. 2009년 타임 워너 케이블은 로체스터 (뉴욕주)를 포함한 다른 도시들이 추가 시험 장소가 될 것이라고 발표했다. 특히 로체스터에서는 TWC를 막기 위한 단체들이 결성되었다. Stop TWC와 Stop The Cap을 포함한 여러 단체들이 현재 이러한 노력에 반대하고 있다. 2009년 4월 7일, 당시 미국 하원 의원 에릭 마사는 TWC에 광대역 인터넷 상한선을 없앨 것을 촉구했다. 그들은 2009년 7월 7일에 롱아일랜드 통신 회사이자 뉴스 12 롱아일랜드의 소유주인 케이블비전과 계약하지 않기로 결정했다.

### 신호 침입 및 포르노그래피 우발적 전송
2010년 3월 16일, 동부 노스캐롤라이나주 지역의 타임 워너 케이블 시스템에서 Kids on Demand 및 Kids Pre-School on Demand 채널 전송이 오전 6시 15분부터 8시 15분까지 약 2시간 동안 성인 유료 텔레비전 채널인 플레이보이TV의 프로그램에 의해 중단되었다. 이 프로그램에서는 한 무리의 누드 여성들이 성적으로 자극적인 방식으로 대화하고 포즈를 취했다. 이 우발적인 노출은 타임 워너 케이블의 동부 노스캐롤라이나 클러스터의 4개 도시에서 디지털 케이블 가입자에게 영향을 미쳤으며, 다른 지역에서는 검은 화면이 표시되었다. 타임 워너 케이블 대변인은 롤리 (노스캐롤라이나주) CBS 계열사인 WRAL에 보낸 성명에서 "기술적 오작동으로 인해 어린이 주문형 채널에 잘못된 미리보기가 표시되었습니다. 불행히도 최악의 시간에 최악의 채널에서 발생했습니다."라고 말했다. 타임 워너 케이블 임원은 이 문제가 몇몇 지역에만 영향을 미쳤기 때문에 정상적인 모니터링 절차가 작동하지 않았다고 말했다.

## 케이블 클러스터
- 서부 클러스터
  - 캘리포니아주 – 바스토 (캘리포니아주), 데저트 시티스, 오렌지군 (캘리포니아주), 로스앤젤레스, 샌버너디노, 샌디에고
  - 하와이주 (오세아닉 타임 워너 케이블로 운영)
- 중서부 클러스터
  - 캔자스주 – 캔자스시티 (캔자스주), 오벌랜드파크, 올레이스, 쇼니 (캔자스주)
  - 미주리주 – 캔자스시티 (미주리주), 인디펜던스 (미주리주), 리스서밋 (미주리주)
  - 네브래스카주
  - 오하이오주 – 애크런 (오하이오주), 볼링그린 (오하이오주)/노스 볼티모어 (오하이오주), 캔턴 (오하이오주), 신시내티, 클리블랜드, 콜럼버스 (오하이오주), 데이턴 (오하이오주), 핀들레이 (오하이오주)/라이마 (오하이오주), 영스타운 (오하이오주)
  - 켄터키주 – 렉싱턴 (켄터키주), 루이빌, 노던 켄터키, 애슐랜드 (켄터키주)
  - 펜실베이니아주 – 이리군 (펜실베이니아주), 섀런 (펜실베이니아주), 프랭클린 (펜실베이니아주)
  - 위스콘신주 – 그린베이 및 밀워키
- 북동부 클러스터
  - 메인주
  - 뉴햄프셔주 – 벌린 (뉴햄프셔주), 킨 (뉴햄프셔주)
  - 매사추세츠주 – 애솔 (매사추세츠주), 피츠필드 (매사추세츠주)
  - 업스테이트 뉴욕
- 더 캐롤라이나스 클러스터
  - 노스캐롤라이나주 – 샬럿, 롤리 (노스캐롤라이나주), 그린즈버러, 윌밍턴 (노스캐롤라이나주)
  - 사우스캐롤라이나주 – 컬럼비아 (사우스캐롤라이나주), 섬터 (사우스캐롤라이나주), 플로렌스 (사우스캐롤라이나주), 서머빌 (사우스캐롤라이나주), 힐튼 헤드 아일랜드, 머틀비치
- 뉴욕 클러스터
  - 뉴저지주 – 버건군, 허드슨군
  - 뉴욕주 – 뉴욕 (맨해튼, 퀸스, 스태튼아일랜드, 서부 브루클린의 대부분); 마운트버넌 (뉴욕주) (웨스트체스터군, 카운티의 나머지 지역은 케이블비전이 서비스)
- 텍사스 클러스터
  - 텍사스주 – 알링턴 (텍사스주), 오스틴 (텍사스주), 보몬트 (텍사스주)/포트 아서, 코퍼스크리스티, 댈러스, 엘패소, 프레더릭스버그 (텍사스주), 할링전, 킬린/템플 (텍사스주), 러레이도, 리오그란데밸리, 샌안토니오, 웨이코, 위치토폴스
    - 공교롭게도 어빙 (텍사스주)-그레이프바인 (텍사스주)-코펠 (텍사스주)-루이스빌 (텍사스주) 클러스터는 파라곤 케이블 인수 시 타임 워너 케이블의 통제하에 있었다. 이는 AT&T 브로드밴드가 해당 클러스터를 완전히 흡수하기 전이었다.
- 클러스터에 속하지 않는 시스템
  - 앨라배마주 – 도선 (앨라배마주), 엔터프라이즈 (앨라배마주)
  - 애리조나주 – 유마 (애리조나주)
  - 캘리포니아주 – 엘센트로
  - 콜로라도주 – 거니슨 (콜로라도주), 텔류라이드
  - 아이다호주 – 코달레인, 모스코 (아이다호주)
  - 인디애나주 – 테레호테
  - 메릴랜드주 – 크리스필드 (메릴랜드주)
  - 펜실베이니아주 - 레버넌 (펜실베이니아주), 엘리자베스 타운 (펜실베이니아주), 버크스군 (1999년 AT&T 브로드밴드의 계열사가 되었으며, 2001년 컴캐스트에 인수됨)
  - 버지니아주 – 애커맥 (버지니아주), 친코티그 (버지니아주), 프랭클린 (버지니아주), 리치랜즈 (버지니아주), 버지니아비치
  - 워싱턴주 - 케너윅, 풀먼 (워싱턴주), 야키마
  - 웨스트버지니아주 – 클락스버그 (웨스트버지니아주)

## 사업부
타임 워너 케이블의 사업부, 공식 웹사이트 참조:

### 서부 지역
- PAC 서부 지역

"오세아닉 타임 워너 케이블" 사업부의 이전 로고

  - 오세아닉 타임 워너 케이블 (하와이)
  - 타임 워너 케이블 데저트 시티스
  - 타임 워너 케이블 샌디에고
  - 타임 워너 케이블 남부 캘리포니아 (SoCal)
- 중서부 지역
  - 타임 워너 케이블 캔자스시티
  - 타임 워너 케이블 네브래스카
  - 타임 워너 케이블 북동부 오하이오 & 서부 펜실베이니아 (애크런, 캔턴, 클리블랜드 & 영스타운; 이리군 & 섀런, PA)
  - 타임 워너 케이블 중부 오하이오 (콜럼버스)
  - 타임 워너 케이블 남서부 오하이오 (데이턴; 신시내티; 렉싱턴, KY; 루이빌, KY; 테레호테, IN; 클락스버그, WV)
  - 타임 워너 케이블 위스콘신 (밀워키 & 그린베이)
- 텍사스 지역
- 타임 워너 케이블 내셔널 (클러스터에 속하지 않는 시스템)

### 동부 지역
- 북동부 지역
  - 타임 워너 케이블 올버니
  - 타임 워너 케이블 버팔로
  - 타임 워너 케이블 로체스터
  - 타임 워너 케이블 센트럴 뉴욕 / 시러큐스
  - 타임 워너 케이블 뉴잉글랜드
  - 타임 워너 케이블 뉴욕 시티
- 캐롤라이나스 지역
  - 타임 워너 케이블 샬럿
  - 타임 워너 케이블 그린즈버러
  - 타임 워너 케이블 이스턴 캐롤라이나
  - 타임 워너 케이블 롤리
  - 타임 워너 케이블 사우스캐롤라이나 (컬럼비아)
  - 타임 워너 케이블 페이엣빌/샌드힐스

### 이전 사업부
컴캐스트에 매각
- 타임 워너 케이블 호우마
- 타임 워너 케이블 휴스턴
- 타임 워너 케이블 레이크 시티/라이브 오크
- 타임 워너 케이블 미드-사우스 (멤피스, 테네시, 아칸소, 미시시피)
- 타임 워너 케이블 미네소타
- 타임 워너 케이블 슈리브포트
- 타임 워너 케이블 세인트 오거스틴/팔라트카
- 타임 워너 케이블 케이프 코럴/네이플스

브라이트 하우스 네트워크스가 된 사업부
- 타임 워너 케이블 센트럴 플로리다[57]
- 타임 워너 케이블 탬파 베이
- 타임 워너 케이블 베이커스필드
- 타임 워너 케이블 버밍햄
- 타임 워너 케이블 인디애나폴리스

## 순위
미국 고객 만족 지수 (ACSI)는 2011년, 2012년, 2013년, 그리고 2014년에 고객 만족도 면에서 타임 워너 케이블을 가장 싫어하는 회사 중 하나로 평가했다.

## 같이 보기
- 미국의 전화 회사 목록
- 스펙트럼 스포츠